# 強制売却価格
強制売却価格（きょうせいばいきゃくかかく）とは、市場価値の定義における成立要件に関わらず、短期間に強制的に行なわれる売却を前提とした評価額をいう。
日本における法的な強制売却価格としては、民事執行法に基づく売却基準価額がその典型であり、国税徴収法に基づく公売見積額もまた、強制売却価格と位置付けられる。

## 評価の方法
売却基準価額の評価
民事執行法において、売却基準価額は、近傍同種の不動産の取引価格、不動産から生ずべき収益、不動産の原価その他の不動産の価格形成上の事情を適切に勘案して求めるものとされている。基本的な考え方は、市場価値概念と同義と判断されるが、具体的運用は市場価値を基礎とし、その額に競売特有の要因に係る減価を施して評価がなされる。競売の際には、売却基準価額より20%下回る買受可能価額が設定され、その額まで入札かつ落札が可能となった。
公売見積額の査定
公売見積価額は、公売時における時価を基礎として定めるものとされている。この時価は、特定の者が現に使用していることによる主観的な使用価値や愛着的価値とは異なり、その財産を現に売却する場合に想定される客観的な交換価値を指すものとしている。基本的に市場価値と同義と考えられる。実際の評価は、三方式により求められた適正な時価に公売の特殊性に伴う調整を行って見積額を決定する。公売の際には見積価額を定め、それを下回って売却することはできないこととされている。

## 評価上の留意点
競売特有の要因
不動産競売においては、以下に掲げるような競売参加者の負担となるべき事項があり、これらが競売価格の減価要因となることは免れない。
- 売り主に当たる物件所有者の協力が得られないことが多いこと。
- 競売不動産に対する心理的抵抗感があること。
- 内覧制度を利用する場合を除き、原則として、買受希望者が事前物件に立ち入って確認できないこと。
- 現況地積や現況床面積が異なっている可能性があること。
- 隠れた瑕疵が存在する可能性がある。しかも原則として現状有姿で引き渡されること。
- 執行官による現況調査後の占有把握が困難であること。
- 滞納管理費等の発生、または増額の可能性があること。
- 物件明細書の記載は確定的な判断ではなく、既判力もないので、将来裁判によって法律関係が変更される可能性があること。
- 買受申出保証金として、売却基準価額の約２割を納付しなければならないこと。
- 入札額から保証金額を控除した残代金は、売却許可確定から１ヵ月以内に全額を現金で納めなければならず、裁判所に対しては分割払いができないこと。
- 物件の引渡しは、買受人が自ら物件所有者と交渉して行わなければならず、事案によっては法的手続きをとる必要があり、経済的負担、時間的負担及び身体的負担があること。
- 情報提供期間が限られていること。
- 開札期日開始までは、債権者はいつでも任意に取下げができること。

公売の特殊性
公売に当たっては、財産の所有者が任意に処分する場合よりも、次のような不利な要素によって市場性が局限されるので、見積価額が低廉の傾向を生ずるのが通常である。
- 売却の形態が滞納者の意思いかんにかかわらない強制売却であるというところから、その財産はいわば「因縁付」の財産として買受希望者からみれば精神的な面において公売財産の買受けにつき特殊な感情を伴うこと。
- 公売においては、買受け後の返品、取替え等につき制約を受けることが通常であるし、また、その財産の品質、機能等について買受け後の保証がないこと。
- 公売財産の買受代金は、即納を原則としていること。
- 公売の開始から代金納付に至るまでの買受手続が一般の任意売買に比較して煩雑であること。
- 公売の日時及び場所が一方的に決定され、また、公売財産の種類、形態、品質、数量等が区々にわたっているので、随時又は随所において、買受希望者が「ほしいもの」を自由に選択して買い受けることが困難であること。

## 関連評価基準等
- IVS:International Valuation Standards
- 競売不動産評価基準
- 公売財産評価事務提要
- 民事執行法
- 国税徴収法